# 烏爾姆 (阿肯色州)
烏爾姆（英語：Ulm）是一個位於美國阿肯色州普雷里縣的城鎮。

## 地理
烏爾姆的座標為34°34′34″N 91°27′41″W / 34.57611°N 91.46139°W，而該地的平均海拔高度為63米（即207英尺）。

## 人口
根據2020年美國人口普查的數據，烏爾姆的面積為0.68平方千米，皆為陸地。當地共有人口175人，而人口密度為每平方千米257人。